# 稲元 (弥富市)
稲元（いなもと）は、愛知県弥富市の地名。

## 地理
旧弥富町中央東端部に位置する。東は稲荷、西は稲吉、南は狐地、北は飛島村に接する。

## 歴史

### 人口の変遷
国勢調査による人口および世帯数の推移。
| 1995年（平成7年）  | 94世帯 421人 |  |
| 2000年（平成12年） | 95世帯 404人 |  |
| 2005年（平成17年） | 87世帯 358人 |  |
| 2010年（平成22年） | 90世帯 353人 |  |
| 2015年（平成27年） | 89世帯 323人 |  |

### 沿革
- 1695年（元禄8年） - 知多郡大野村の綿屋六兵衛が開墾[2]。
- 1722年（享保7年） - 暴風雨により破堤[2]。
- 1724年（享保9年） - この年から11年掛かって再び開墾[2]。
- 1817年（文化14年） - 大野新田もしくは綿屋新田から稲元新田に改称[2]。
- 1889年（明治22年） - 合併により、大藤村大字稲元新田となる[2]。
- 1906年（明治39年） - 合併により、鍋田村大字稲元新田となる[2]。
- 1911年（明治44年） - 濃尾地震による地盤沈下に対処するため、ポンプ式排水機が設置[2]。
- 1937年（昭和12年） - 鍋田村大字稲元に改称[2]。
- 1955年（昭和30年） - 合併により弥富町大字稲元となる[2]。
- 1963年（昭和38年） - 地内に国道1号バイパス（名四国道）が開通[2]。
- 1974年（昭和49年） - 名四国道が国道23号となる[2]。
- 2006年（平成18年）4月1日 - 市制施行に伴い、弥富町大字稲元が弥富市稲元となる[WEB 9]。また、同時に字を次の通り改称[WEB 9]。大字稲元字彦九が稲元一丁目、字境割が稲元二丁目、字狐地割が稲元三丁目、字秋田が稲元四丁目、字日ノ恵が稲元五丁目、字江口が稲元六丁目、字大黒島が稲元七丁目、字福田が稲元八丁目、字泉田が稲元九丁目、字大野が稲元十丁目、字稲荷前が稲元十一丁目、字多門田が稲元十二丁目、字辰巳田が稲元十三丁目、字起畑が稲元十四丁目、字下起畑が稲元十五丁目、字江口二が稲元町江口二、字江口三が稲元町江口三、字辰巳三角が稲元町辰巳三角[WEB 9]。

## 交通
- 国道23号[1]
- 愛知県道462号大藤永和停車場線[1]

## 施設
- 真宗大谷派明信寺[1]
- 曹洞宗秋葉寺[1]
- 本浄寺[1]
- 彦九田神社[1]

### WEB
1. ↑  “愛知県弥富市の町丁・字一覧”.   人口統計ラボ. 2022年12月12日閲覧。
2. 1 2  総務省統計局 (2017年1月27日). “平成27年国勢調査の調査結果(e-Stat) - 男女別人口及び世帯数 －町丁・字等” (CSV). 2021年7月21日閲覧。
3. ↑  “愛知県弥富市の郵便番号一覧”.   日本郵便. 2022年12月12日閲覧。
4. ↑  “市外局番の一覧” (PDF).   総務省 (2022年3月1日). 2022年3月22日閲覧。
5. ↑  総務省統計局 (2014年3月28日). “平成7年国勢調査の調査結果(e-Stat) - 男女別人口及び世帯数 －町丁・字等” (CSV). 2021年7月20日閲覧。
6. ↑  総務省統計局 (2014年5月30日). “平成12年国勢調査の調査結果(e-Stat) - 男女別人口及び世帯数 －町丁・字等” (CSV). 2021年7月20日閲覧。
7. ↑  総務省統計局 (2014年6月27日). “平成17年国勢調査の調査結果(e-Stat) - 男女別人口及び世帯数 －町丁・字等” (CSV). 2021年7月21日閲覧。
8. ↑  総務省統計局 (2012年1月20日). “平成22年国勢調査の調査結果(e-Stat) - 男女別人口及び世帯数 －町丁・字等” (CSV). 2021年7月21日閲覧。
9. 1 2 3  弥富市役所 総務部 総務課 行政グループ (2015年2月19日). “弥富市住所一覧  旧弥富町” (pdf).   弥富市. 2022年12月28日閲覧。[リンク切れ]

### 書籍
1. 1 2 3 4 5 6 7 8  「角川日本地名大辞典」編纂委員会 1989, p. 1898.
2. 1 2 3 4 5 6 7 8 9 10 11  「角川日本地名大辞典」編纂委員会 1989, p. 176.